# Spengler Cup 1975
Der Spengler Cup 1975 (französisch Coupe Spengler 1975) war die 49. Auflage des gleichnamigen Wettbewerbs und fand vom 26. bis 31. Dezember 1975 im Schweizer Luftkurort Davos statt. Als Spielstätte fungierte das dortige Eisstadion. Das Turnier gewann die tschechoslowakische B-Nationalmannschaft mit drei Siegen und einem Unentschieden aus vier Spielen.

## Teilnehmer
Am Turnier nahmen fünf Nationalmannschaften teil, wobei Finnland und die Tschechoslowakei jeweils durch eine B-Nationalmannschaft vertreten wurde. Das tschechoslowakische Team setzte sich aus U19-Juniorennationalspielern zusammen, die nicht für die parallel stattfindende Junioren-Weltmeisterschaft nominiert worden waren. Die finnische Mannschaft, die auch als Olympiaauswahl bezeichnet wurde, bestand zum einen Teil aus Junioren-Nationalspielern sowie zum anderen Teil aus Spielern von Porin Ässät und Tappara.

## Modus
Die fünf teilnehmenden Teams spielten in einer Einfachrunde im Modus «jeder gegen jeden», so dass jede Mannschaft vier Spiele bestritt. Die punktbeste Mannschaft errang den Turniersieg.

## Turnierverlauf
| 26. Dezember 1975 16:30 Uhr | Schweiz D. Widmer (22.) J. Kölliker (27.) | 2:7 (0:2, 2:5, 0:0) | Tschechoslowakei B L. Oslizlo (6.) I. Horák (13.) V. Macholda (21.) Brtan (23.) Čapek (25.) Čapek (31.) J. Korbela (33.) | Eisstadion, Davos Zuschauer: 3'400 |

| 26. Dezember 1975 21:00 Uhr | Finnland B O. Oijennus (18.) V.-M. Ruisma (22.) | 2:2 (1:1, 1:1, 0:0) | Polen L. Kokoszka (18.) L. Kokoszka (37.) | Eisstadion, Davos |

| 27. Dezember 1975 15:30 Uhr | Norwegen Oevstedal (8.) Skaara (16.) | 2:5 (2:0, 0:3, 0:2) | Schweiz R. Holzer (28.) W. Dürst (31.) A. Neininger (35.) R. Fuhrer (42.) R. Tschiemer (60.) | Eisstadion, Davos Zuschauer: 3'000 |

| 27. Dezember 1975 21:00 Uhr | Finnland B | 1:3 (0:3, 1:0, 0:0) | Tschechoslowakei B | Eisstadion, Davos Zuschauer: 3'200 |

| 28. Dezember 1975 15:30 Uhr | Norwegen | 2:6 (0:1, 1:3, 1:2) | Polen | Eisstadion, Davos Zuschauer: 1'500 |

| 29. Dezember 1975 21:00 Uhr | Polen | 10:0 (4:0, 2:0, 4:0) | Schweiz | Eisstadion, Davos Zuschauer: 3'300 |

| 29. Dezember 1975 15:30 Uhr | Finnland B | 7:2 (2:1, 4:1, 1:0) | Norwegen | Eisstadion, Davos Zuschauer: 1'200 |

| 30. Dezember 1975 15:30 Uhr | Tschechoslowakei B | 1:1 (1:0, 0:1, 0:0) | Norwegen | Eisstadion, Davos |

| 30. Dezember 1975 21:00 Uhr | Finnland B | 9:1 (3:0, 3:0, 3:1) | Schweiz | Eisstadion, Davos Zuschauer: 2'100 |

| 31. Dezember 1975 10:30 Uhr | Tschechoslowakei B | 5:2 (1:1, 2:0, 2:1) | Polen | Eisstadion, Davos Zuschauer: 4'000 |

| Pl. |                    | Sp | S | U | N | Tore  | Punkte |
| --- | ------------------ | -- | - | - | - | ----- | ------ |
| 1.  | Tschechoslowakei B | 4  | 3 | 1 | 0 | 16:06 | 7:1    |
| 2.  | Polen              | 4  | 2 | 1 | 1 | 20:09 | 5:3    |
| 3.  | Finnland B         | 4  | 2 | 1 | 1 | 19:08 | 5:3    |
| 4.  | Schweiz            | 4  | 1 | 0 | 3 | 08:28 | 2:6    |
| 5.  | Norwegen           | 4  | 0 | 1 | 3 | 07:19 | 1:7    |

Fair-play-Trophäe Schweiz (12 Strafminuten)

## Beste Scorer
| Spieler           | Mannschaft | Tore | Assists | Punkte |
| ----------------- | ---------- | ---- | ------- | ------ |
| Mikko Leinonen    | Finnland B | 4    | 2       | 6      |
| Stefan Chowaniec  | Polen      | 4    | 1       | 5      |
| Leszek Tokarz     | Polen      | 4    | 1       | 5      |
| Leszek Kokoszka   | Polen      | 3    | 2       | 5      |
| Veli-Matti Ruisma | Finnland B | 3    | 1       | 4      |